# The Sweet East
The Sweet East és una road movie surrealista satírica estatunidenca del 2023 dirigida per Sean Price Williams en el seu debut com a director a partir d'un guió de Nick Pinkerton. És protagonitzada per Talia Ryder, Earl Cave, Simon Rex, Ayo Edebiri, Jeremy O. Harris, Jacob Elordi i Rish Shah. S'ha subtitulat al català.
Es va exhibir per primer cop a la Quinzena de Cineastes del  Festival de Canes el 18 de maig de 2023, i es va estrenar als cinemes l'1 de desembre de 2023 amb la distribuïdora Utopia.